# Anna Novion
Anna Novion (París, 29 de noviembre de 1979) es una directora de cine y guionista franco-sueca.

## Biografía
Anna Novion es hija de Pierre Novion, director de fotografía, y de su esposa, de origen sueco.
Pareja desde 2009 del actor Jean-Pierre Darroussin, tuvo con él un hijo en mayo de 2014.

## Filmografía
- 2000 : Frédérique est française (cortometraje)
- 2001 : Chanson entre deux (cortometraje)
- 2005 : On prend pas la mer quand on la connaît pas, cortometraje
- 2007 : Les Grandes Personnes
- 2012 : Rendez-vous à Kiruna
- 2023 : Le Théorème de Marguerite

## Reconocimientos
- 2012 : Mejor película en el Festival Internacional de Cine de El Cairo por Rendez-vous à Kiruna
- Festival de Cine de Cannes 2008 : selección « Semana de la crítica » para Les Grandes Personnes.